# Meistaraflokkur (1937)
Sezon 1937 był 26. sezonem o mistrzostwo Islandii. Drużyna Valur po raz drugi z rzędu obroniła tytuł mistrzowski, wygrywając obydwa mecze. Ze względu na brak systemu ligowego żaden zespół nie spadł ani nie awansował po sezonie.

## Drużyny
Po sezonie 1936 z udziału w rozgrywkach zrezygnował zespół Víkingur Reykjavík, żaden zespół natomiast nie dołączył do ligi, w wyniku czego w sezonie 1937 w rozgrywkach Meistaraflokkur wzięły udział trzy zespoły.
| Uczestnicy poprzedniej edycji                                                                                 | Uczestnicy poprzedniej edycji | Uczestnicy poprzedniej edycji | Uczestnicy poprzedniej edycji |
| --- | ----------------------------- | ----------------------------- | ----------------------------- |
| VAL | Valur                         | 1                             |                               |
| KRE | KR                            | 2                             |                               |
| FRA | Fram                          | 3                             |                               |
| Oznaczenia: - kolumna pierwsza – skróty nazw drużyn, - kolumna trzecia – miejsce zajęte w poprzednim sezonie. |                               |                               |                               |

## Tabela
| Lp. | Drużyna   | M | Z | R | P | Bramki | Bramki | +/– | Pkt |
| --- | --------- | - | - | - | - | ------ | ------ | --- | --- |
| 1   | Valur (M) | 2 | 2 | 0 | 0 | 8      | 3      | +5  | 4   |
| 2   | KR        | 2 | 1 | 0 | 1 | 3      | 4      | −1  | 2   |
| 3   | Fram      | 2 | 0 | 0 | 2 | 3      | 7      | −4  | 0   |

## Wyniki
| Gospodarz \ Gość | FRA | KRE | VAL |
| Fram             |     |     | 2:5 |
| KR               | 2:1 |     |     |
| Valur            |     | 3:1 |     |

Źródło: Knattspyrnusamband Íslands (isl.)
Objaśnienia:
1Drużyna gospodarzy jest wymieniona po lewej stronie tabeli.
Kolory: zielony – zwycięstwo gospodarzy, żółty – remis, różowy – zwycięstwo gości.